# The Fluid
The Fluid var ett rockband från Denver i Colorado, USA. Bandet bestod av medlemmarna John Robinson, Matt Bischoff, James Clower, Rick Kulwicki och Garrett Shavlik och grundades 1984. The Fluid gick från början under namnet Madhouse, vilket skedde under tidigt 1980-tal efter att punkrockbandet Frantix hade upplösts. Madhouse bestod då av basisten Matt Bischoff, trummisen Garrett Shavlik och gitarristen James Clower. Den 5 juli 1984 uppträdde de, under namnet The Fluid, med de nya medlemmarna Rick Kulwicki (gitarr) och John Robinson (sång) på German House (numera Denver Turnverein); de valde namnet The Fluid eftersom det var det enda namn samtliga medlemmar var överens om.
De släppte sitt första album Punch N Judy 1986 via skivbolagen Rayon Records och Glitterhouse. De turnerade sedan under två år innan de 1988 släppte sitt andra album Clear Black Paper. Detta släpptes via skivbolagen Glitterhouse och Sub Pop, där The Fluid blev det första bandet utanför Seattle att signas av Sub Pop. De har sedan släppt EP:n Freak Magnet (1989) samt albumen Roadmouth (1989), Glue (1990) och Purplemetalflakemusic (1993). The Fluid splittrades 1993, men återförenades under en hyllningskonsert till Sub Pop i juli 2008; de hade månaden innan uppträtt på Bluebird Theater i Denver. Den 15 februari 2011 avled Kulwicki, vid en ålder av 49 år.